# Miep Gies
Miep Gies (15. februar 1909-11. januar 2010) var en af de personer, der gemte Anne Frank for nazisterne under 2. verdenskrig. Hun fandt Annes dagbog efter arrestationen den 4. august 1944, og hun beholdt den frem til krigens slutning.